# 441
| 441                |
| ------------------ |
| Dødsfald - Fødsler |
|                    |

| Gregoriansk kalender | 441 CDXLI               |
| Ab urbe condita      | 1194                    |
| Armensk kalender     | I/T                     |
| Kinesiske kalender   | 3137 – 3138 庚辰 – 辛巳 |
| Etiopisk kalender    | 433 – 434               |
| Jødisk kalender      | 4201 – 4202             |
| Hindukalendere       |                         |
| - Vikram Samvat      | 496 – 497               |
| - Shaka Samvat       | 363 – 364               |
| - Kali Yuga          | 3542 – 3543             |
| Iransk kalender      | 181 BP – 180 BP         |
| Islamisk kalender    | 187 BH – 186 BH         |

Se også 441 (tal)

## Begivenheder
- Attila angriber over Donau og ind i Thrakien.